# Aparallactus lunulatus
Espèce
Synonymes
- Uriechis lunulatus Peters, 1854
- Uriechis concolor Fischer, 1884
- Aparallactus concolor boulengeri Scortecci, 1931
- Aparallactus lunulatus scorteccii Parker, 1949
- Aparallactus nigrocollaris Chabanaud, 1916

Aparallactus lunulatus est une espèce de serpents de la famille des Lamprophiidae.

## Répartition
Cette espèce se rencontre :
- en Afrique du Sud ;
- au Botswana ;
- au Burkina Faso ;
- au Cameroun ;
- en République centrafricaine ;
- en République démocratique du Congo ;
- en Côte d'Ivoire ;
- en Érythrée ;
- en Éthiopie ;
- au Ghana ;
- au Mozambique ;
- au Nigeria ;
- en Somalie ;
- au Swaziland ;
- en Tanzanie ;
- au Togo ;
- en Zambie ;
- au Zimbabwe.

## Liste des sous-espèces
Selon The Reptile Database (12 février 2014) :
- Aparallactus lunulatus lunulatus (Peters, 1854)
- Aparallactus lunulatus nigrocollaris Chabanaud, 1916
- Aparallactus lunulatus scortecci Parker, 1949

## Description
C'est un serpent venimeux.

## Publications originales
- Chabanaud, 1916 : Enumération des Ophidiens non encore étudiés de l'Afrique occidentale, appartenant aux Collections du Muséum avec la description des espèces et des variétés nouvelles. Bulletin du Muséum national d'histoire naturelle, Paris, vol. 22, p. 362-382 (texte intégral).
- Parker, 1949 : The snakes of Somaliland and the Sokotra islands. Zoologische Verhandelingen, vol. 6, p. 1-115 (texte intégral).
- Peters, 1854 : Diagnosen neuer Batrachier, welche zusammen mit der früher (24. Juli und 17. August) gegebenen Übersicht der Schlangen und Eidechsen mitgetheilt werden. Bericht über die zur Bekanntmachung geeigneten Verhandlungen der Königlich preussischen Akademie der Wissenschaften zu Berlin, vol. 1854, p. 614-628 (texte intégral).